# Karina Bryant
Karina Louise Bryant (ur. 27 stycznia 1979 w Londynie) – brytyjska judoczka, siedmiokrotna medalistka mistrzostw świata, czterokrotna mistrzyni Europy.
Startuje w kategorii powyżej 78 kg i open. Największym dotychczasowym sukcesem jest pięciokrotne wicemistrzostwo świata oraz czterokrotne mistrzostwo Starego Kontynentu. Trzykrotnie startowała na igrzyskach olimpijskich. Startował w Pucharze Świata w latach 1998–2001, 2003, 2005, 2006 i 2011.